# Лах (река)
Лах — река на острове Сахалин. Впадает в пролив Невельского. Протекает по территории Александровск-Сахалинского района Сахалинской области. Берёт начало в южной части хребта Угрюмый. Общая протяжённость реки составляет — 91 км, площадь водосборного бассейна — 481 км². Общее направление течения — с востока на запад.

## Данные водного реестра
По данным государственного водного реестра России относится к Амурскому бассейновому округу.
Код объекта в государственном водном реестре — 20050000212118300009213.